# Cum hoc ergo propter hoc
Cum hoc ergo propter hoc (Latijn: met dit, dus vanwege dit) is een drogredenering waarbij twee gebeurtenissen die samen optreden ten onrechte worden voorgesteld als oorzaak en gevolg. Een verband (correlatie) is op zichzelf geen bewijs van een oorzakelijk verband (causaliteit).
Bijvoorbeeld:
Het regent.
Ik word ziek.
Dus: de regen maakt me ziek.
Soms is het verband gewoon toeval, zoals hierboven, soms kan een derde gebeurtenis de oorzaak zijn van beide gebeurtenissen.
Bijvoorbeeld:
Er is een sterk verband tussen de verkoop van roomijs en de misdaadcijfers.
Dus: roomijs veroorzaakt misdaad.
Dit is een cum hoc ergo propter hoc drogreden, omdat in de werkelijkheid 'warmte' zowel de verkoop van roomijs als de misdaad bevordert.
Soms worden oorzaak en gevolg gewoon verwisseld.
Bijvoorbeeld:
Mensen die in een rolstoel zitten hebben meer ongevallen gehad dan gemiddeld.
Dus: mensen in een rolstoel lopen meer risico.
Natuurlijk is het omgekeerd: mensen die een ongeval hebben gehad zitten daarom vaker in een rolstoel. Zie ook: Omkering van oorzaak en gevolg.